# Palatalisatie
Palatalisatie of palatalisering – in iets algemenere zin ook wel verzachting of mouillering genoemd – is een klankverschuiving waarbij de articulatie van een medeklinker - meestal onder invloed van een naburige klank - verschuift in de richting van het harde verhemelte, het palatum. Deze klankverschuiving is wellicht de meest voorkomende vorm van lenitie.
De termen "palatalisatie" en "palatalisering" voor deze vorm van medeklinkerverzachting hebben de voorkeur in zowel de fonologie van de historische taalkunde (de leer van spraakklanken met betrekking tot hun betekenisonderscheidende functie) als de fonetiek (de leer van spraakklanken met de nadruk op articulatie).
De term "palatalisering" wordt door sommige taalkundigen zoals Pierre Fouché, met name in de wat oudere tradities, echter ook veelvuldig voor verschuivingen in de uitspraak van met name open klinkers gebruikt. Dit fenomeen wordt tegenwoordig in de moderne taalkunde echter meestal "i-umlaut" genoemd.

## Principe van palatalisatie
De spreker brengt gesproken taal niet met open mond voort. Een spraakklank is immers een luchttrilling, die alleen ontstaat als er in de mond of neus een vernauwing wordt gemaakt, ofwel een hindernis waarlangs de lucht trilt. Afhankelijk van de plaats in het spraakkanaal waar die hindernis wordt gevormd, neemt de spraakklank specifieke kenmerken aan. Wordt de tong bijvoorbeeld al in de farynx omhoog gebracht, dan produceert de hindernis daar een velaar - meestal [/k/] of [/g/] - , of een faryngaal zoals /[χ]/. Maar als die vernauwing pas ergens tussen de tong en het verhemelte wordt gevormd is het resultaat een echte palataal of palato-alveolaar, bijvoorbeeld [/tj/]. Zie verder het Internationaal fonetisch alfabet.
Het verschijnsel palatalisatie treedt met name op bij velare plosieven, dus de [/k/] in kool en de [/g/] in het Engelse goat. De articulatie van deze klanken verplaatst zich een stuk naar voren in de mond, van het zachte naar het harde verhemelte. In de meeste gevallen mondt deze verandering uit in een alveo-palatale fricatief zoals [/sj/] of [/zj/].
De term palatalisatie wordt ook gebruikt voor een verhoging van de tongpositie bij de articulatie van labialen en dentalen, zodat de tongpunt tijdens het articuleren van deze klanken dichter bij het verhemelte komt te liggen. Zo wordt het Russische woord voor "nemen" ongeveer uitgesproken als [bra-tj]: de j geeft het palatale karakter van de voorafgaande klank aan.
Palatalisering is verwant aan andere verschijnselen zoals assimilatie en umlaut. Wanneer verscheidene van deze klankverschuivingen in een en dezelfde fonologische context optreden, is vaak sprake van een voedende volgorde van regels:
- De umlautwerking kan op haar beurt tot palatalisering van medeklinkers leiden. Een midden of achter in de mond gelegen klinker zoals /a/ wordt eerst een meer voor in de mond gelegen klinker, zoals /æ/ of /ɛ/. De nieuwe klinker "stuwt" op zijn beurt de articulatie van een nabijgelegen plosief zoals /k/ of /g/ in de richting van het harde verhemelte.
- Evenzo kan plaatselijke assimilatie tot palatalisering leiden. Een nabijgelegen /i/, /j/ of andere klinkerachtige zorgt ervoor dat een medeklinker palatale kenmerken krijgt. Dit is bijvoorbeeld veel gebeurd in de ontwikkeling van de Ibero-Romaanse talen, en in het Oudengels.

### Palatalisatie als fonetisch en als fonologisch verschijnsel
Klankverschuivingen vinden niet van de ene dag op de andere plaats, maar zijn onderdeel van een proces van taalverandering dat eeuwen duurt. In eerste instantie ontwikkelt een uitspraakvariant zich altijd als allofoon van een klank in bepaalde fonologische contexten. Als een dergelijke verschuiving min of meer systematisch optreedt, is sprake van een klankwet.
Wanneer een klankwet zich zodanig heeft ontwikkeld dat de nieuwe klank niet langer als een variant van de oorspronkelijke wordt aangevoeld, is het onderscheid fonematisch geworden; de nieuwe klank is dan "definitief ingeburgerd". Zo ver hoeft het echter lang niet altijd te komen; taalverandering is immers een natuurlijk en daardoor grillig en onvoorspelbaar proces.
Een bepaalde klankverschuiving kan zich dus definitief "nestelen" in de fonologie van een taal. Wat oorspronkelijk nog duidelijk herkenbaar was als een allofoon van een bepaalde klank, wordt nu een apart, betekenisonderscheidend foneem. Historische ontwikkelingen kunnen hun sporen in de hedendaagse taal achterlaten doordat er nieuwe betekenisonderscheidende elementen worden waargenomen die er eerder nog niet waren.
Op het fonetische niveau is palatalisatie dus slechts een vorm van sandhi, en daarmee een minder ingrijpende verandering dan op het fonologische niveau: een medeklinker ondergaat onder invloed van omringende klanken een verschuiving richting het palatum en verkrijgt daarmee een secundaire articulatie, naast zijn primaire. Volgens sommige taalkundigen zoals Patricia Keating onderscheiden gepalataliseerde medeklinkers zich hierdoor nog steeds van "echte", natuurlijke palatalen.
In de fonologie van de synchrone taalkunde kan palatalisatie daarentegen betekenisonderscheidend zijn. Anders dan bij fonetische palatalisatie gaat het hier niet om een omgevingsafhankelijk proces. De gepalataliseerde klanken zijn nu fonemen, die in allerlei fonologische contexten kunnen voorkomen.

## Palatalisatie in verschillende talen

### Romaanse talen
De historische taalkunde heeft zich intensief beziggehouden met het Latijn en de talen die ervan afstammen, de Romaanse talen: hiervoor was immers veel onderzoeksstof aanwezig, de geschiedenis van deze talen was volop bekend.

#### Vóórvoorklinkers
Palatalisatie van velaren heeft plaatsgevonden in de ontwikkeling van bijna alle Romaanse talen uit het Latijn. In het klassiek Latijn werd met het grafeem c uitsluitend een stemloze plosief aangeduid, maar de articulatie van deze klank is in de meeste Romaanse talen naar voren geschoven, eerst tot de affricaat /tsj/, daarna verder tot de alveo-palatale fricatief /sj/, en als gevolg van assibilatie uiteindelijk tot /s/.
Als de Latijnse c (/k/ in de uitspraak) werd gevolgd door een klinker die vóór in de mond wordt gearticuleerd, zoals i en e, trad velaire palatalisatie op in de meeste talen die uit het Latijn zijn ontstaan, zoals het Frans, Rheto-Romaans, Roemeens, Italiaans, Spaans en Portugees.
| Latijn       | Italiaans      | Frans        |
| ------------ | -------------- | ------------ |
| Cicero       | Cicerone       | Cicéron      |
| tweemaal /k/ | tweemaal /tsj/ | tweemaal /s/ |

#### Vooramet klinkerverschuiving
Het komt ook voor dat de klinker in het Latijn na de c géén voor in de mond gelegen klinker was, maar dit - met name in open lettergrepen in het Frans - wel werd. Dit verschijnsel staat bekend als de wet van Bartsch. Ook hier vinden we dus palatalisering, zoals uit het voorbeeld hieronder blijkt. De cognaten betekenen allemaal "dierbaar".
| Latijn | Italiaans | Spaans | Portugees | Frans |
| ------ | --------- | ------ | --------- | ----- |
| carus  | caro      | caro   | caro      | cher  |
| /k/    | /k/       | /k/    | /k/       | /sj/  |

#### Voorazonder klinkerverschuiving
Het Frans onderscheidt zich van andere Romaanse talen doordat vrijwel alleen hier ook voor de centraal gearticuleerde klinker /a/ systematisch palatalisatie van velaren is opgetreden. Vergelijk ter illustratie de volgende Romaanse cognaten, die allemaal "kaars" betekenen:
| Latijn  | Italiaans | Spaans  | Portugees | Frans     |
| ------- | --------- | ------- | --------- | --------- |
| candela | candela   | candela | candeia   | chandelle |
| /k/     | /k/       | /k/     | /k/       | /sj/      |

Dit opmerkelijke en zeldzame verschijnsel is volgens Eugene Buckley een gevolg van het feit dat in de allereerste stadia van het Oudfrans de voorklinker /a/ in open lettergrepen een ongeronde bijna-open voorklinker had als allofoon, waarna het verschijnsel palatalisatie zich naar alle fonologische contexten met dit foneem uitbreidde.

#### Gevolgen voor demorfologie
Omringende klanken kunnen ook uitgangen zijn, bijvoorbeeld bij de verbuiging van een naamwoord. De ene naamval eindigt bijvoorbeeld op -o en de andere op -i. Onder invloed van deze verschillende uitgangen kan de uitspraak van de laatste klank van de woordstam worden beïnvloed (allomorfie). Vóór de ene uitgang wordt deze klank dan wel gepalataliseerd en voor de andere uitgang weer niet. Zo treffen we in het Italiaans onder andere het volgende woordpaar aan:
- amico [/amik-o/] — amici [/amitsj-i/], "vriend - vrienden".

Dit is vergelijkbaar met het Nederlandse communicatie [/k/] — communiceren [/s/].
Uit dit Italiaanse voorbeeld blijkt tevens dat het uitspraakverschil in dit geval niet in de spelling tot uitdrukking komt, net zoals het Nederlandse grafeem c een stemloze velaar kan weergeven, maar ook - logischerwijs alleen voor /e/ en /i/ in met name Romaanse leenwoorden - een sibilant.

### Germaanse talen
Bij de ontwikkeling van de diverse subfamilies uit het Oergermaans onderscheidde het Ingveoons zich van de andere West-Germaanse talen door de aanwezigheid van palatalisatie. Vergelijk Nederlands kerk, Duits Kirche tegenover Fries tsjerke en Engels church:

#### Engels
| Oud Engels | Modern Engels |
| ---------- | ------------- |
| bōc        | book          |
| /k/        | /k/           |
| pic        | pitch         |
| /k/        | /tsj/         |

In het eerste voorbeeld, dat "boek" betekent, is in de loop der tijd geen palatalisering opgetreden. In het tweede voorbeeld, "pek", is onder invloed van de voor in de mond gelegen klinker /i/ wel palatalisering opgetreden.
Palatalisering trad al op in het Oudengels, wanneer een /k/ of /g/ naast een voor in de mond gearticuleerde klinker stond:
| Germaans | Oud-Engels |
| -------- | ---------- |
| kiusan   | ceosan     |
| /k/      | /tsj/      |

Iets dergelijks kwam voor in de combinatie /ggj/, waar aanvankelijk zelfs een dubbele /g/ werd uitgesproken. De invloed van de /j/ zorgde er echter voor dat de gehele combinatie ging worden uitgesproken als /dzj/. De Oudengelse voorloper van to say, "zeggen", is bijvoorbeeld:
| vroeg Oudengels | later Oudengels |
| --------------- | --------------- |
| seggjan         | secgan          |
| /ggj/           | /dzj/           |

De combinatie /sk/, geschreven als sc, werd zelfs altijd gepalataliseerd, ongeacht of er een voor in de mond gelegen klinker op volgde of een achterklinker. De woorden voor sheep, "schaap", en voor shower, "regenbui":
| Germaans | Oud Engels |
| -------- | ---------- |
| ?skæpa   | scep       |
| /sk/     | /sj/       |
| ?skuraz  | scur       |
| /sk/     | /sj/       |

In al deze gevallen is de palatalisering in het Nederlands niet opgetreden. Echte velare plosieven komen nog voor in respectievelijk:
boek, pek, kiezen, zeggen, schaap en schoer (streektaal voor "regenbui, windvlaag").
Evenzo is de Oergermaanse /k/ bewaard gebleven in het Nederlandse kiezen.
Ten slotte valt nog op dat in het Engels en Duits (maar ook in andere talen, bijvoorbeeld het Farsi) palatalisatie soms ook aan het einde van woorden optreedt: de /tsj/ in het Engels (fisch) en de Duitse ichlaut /chj/ (Fisch).

### BaltischeenSlavische talen
Ook in de ontwikkeling van de Baltische en met name de Slavische talen zijn verschillende grote golven van met name velare palatalisaties opgetreden. In het Proto-Slavisch volgde op de eerste Slavische palatalisatie in veel gevallen nog een tweede golf en soms zelfs een derde, als gevolg van het feit dat de diftong /ai/ in lettergrepen als kaj, gai en xaj was veranderd in /ē/. In de Oost-Slavische talen, met name het Russisch, hebben veel medeklinkers een gepalataliseerde ("zachte") en een niet-gepalataliseerde ("harde") variant, die betekenisonderscheidend zijn. Beide kunnen zowel vóór voorklinkers als vóór achterklinkers voorkomen, alsook vóór andere medeklinkers. In de spelling van het Russisch wordt palatalisatie onder andere aangegeven met een speciale letter: het zachte teken ь. In transcriptie gebruikt men hiervoor een apostrof:
| "mat" | "moeder" | "kneden" |
| ----- | -------- | -------- |
| мат   | мать     | мять     |
| /mat/ | /mat'/   | /m'at'/  |

| "dag" (genitief) | "afgrond" (genitief) |
| ---------------- | -------------------- |
| дня              | дна                  |
| /dn'a/           | /dna/                |

Het onderscheid tussen gepalataliseerde en niet-gepalataliseerde medeklinkers (in de Russische grammatica resp. "zachte" en "harde" medeklinkers genoemd) kan op verschillende manieren ontstaan zijn:
- Onder invloed van een jer (een bepaalde korte klinker), die uit het woord verdwenen is, maar een "spoor" op de voorgaande medeklinker heeft achtergelaten in de vorm van palatalisatie. Zo stamt het Russische день /den'/ van het Proto-Slavische *dьnь en is de /n'/ zacht geworden door de klinker ь die er oorspronkelijk op volgde. Merk op dat de uitgevallen klinker (jer) en de palatalisatie niet toevallig met hetzelfde letterteken weergegeven worden.
- Als gevolg van denasalisatie. De Proto-Slavische /ę/ (nasale e) wordt in het Russisch een /a/, maar verzacht, om het onderscheid met de "oude" a te handhaven, de voorgaande medeklinker. Iets dergelijks is gebeurd met de /m'/ in мять (<*męti).

Ter illustratie twee equivalenten voor "vrouw":
| Oudgrieks | Oudkerkslavisch |
| --------- | --------------- |
| gunē      | žena            |
| /g/       | /zj/            |

In zowel het Russisch, Wit-Russisch als Oekraïens heeft palatalisatie een betekenisonderscheidende functie. Zo vormen in het Russisch bijvoorbeeld de woorden [ʦɛp] ("dorsvlegel") en [цепь] [ʦɛpʲ] ("ketting") dankzij de verschillende uitspraak van de eindklank een minimaal paar.

#### Tsjechisch
Het Tsjechische woord voor "Praag" - een singulare tantum - kent een naamval met assimilatie:
- Praha [/prah-a/] — v Praze [/praz-e/] ("Praag" — "in Praag").

### eversusi
In sommige talen zoals het Grieks, Oost-Armeens, Ossetisch en Oezbeeks is /e/ een sterker palataliserende klinker dan /i/.

### Goidelische talen
In Goidelische talen worden palatale medeklinkers in de spelling onderscheiden van andere medeklinkers door toevoeging van een i. Bijvoorbeeld: Gaeilge, [geːlʲɟə]. Dit verschijnsel komt bij alle medeklinkers voor en kan voor buitenlanders lastig zijn. Het uitspreken van een /j/ na de klinker is acceptabel om te worden begrepen (in tegenstelling tot het Frans).
Palatalisatie komt sinds de 6e eeuw voor in het Iers. Het verschijnsel was hoofdzakelijk een gevolg van morfofonologische processen zoals syncope en apocope en heeft bovendien een grammaticale functie gekregen; zo worden sommige meervouden bijvoorbeeld uitsluitend gevormd door palatalisatie van een eindklank.
Het onderscheid palataal/niet-palataal is in de meeste Goidelische fonematisch, alleen in het Manx-Gaelisch is palatalisatie minder wijdverbreid.
De stemloze palatale fricatief /x’/ geldt als de gepalataliseerde tegenhanger van h.

### Hakka
In het Hakka zijn gepalataliseerde velaren en de palatalen /ç/ en /ɲ/ voor /o/, /u/, /ɔ/ en /au/ slechts allofonen van de velaren /k/ en /ɳ/ voor andere klinkers.